# 조기흠
조기흠(1999년 7월 8일 ~)은 대한민국의 가수다. 2020년 싱글 《한잔해》로 데뷔했다.

## 방송
- 내일은 미스터트롯 (2020) - Top101
- 부산MBC 기장임랑 해변대학가요제 (2022) - 동상

## 음반
- 한잔해 (2020)
- 고향길 (2020)